# 二酸化窒素

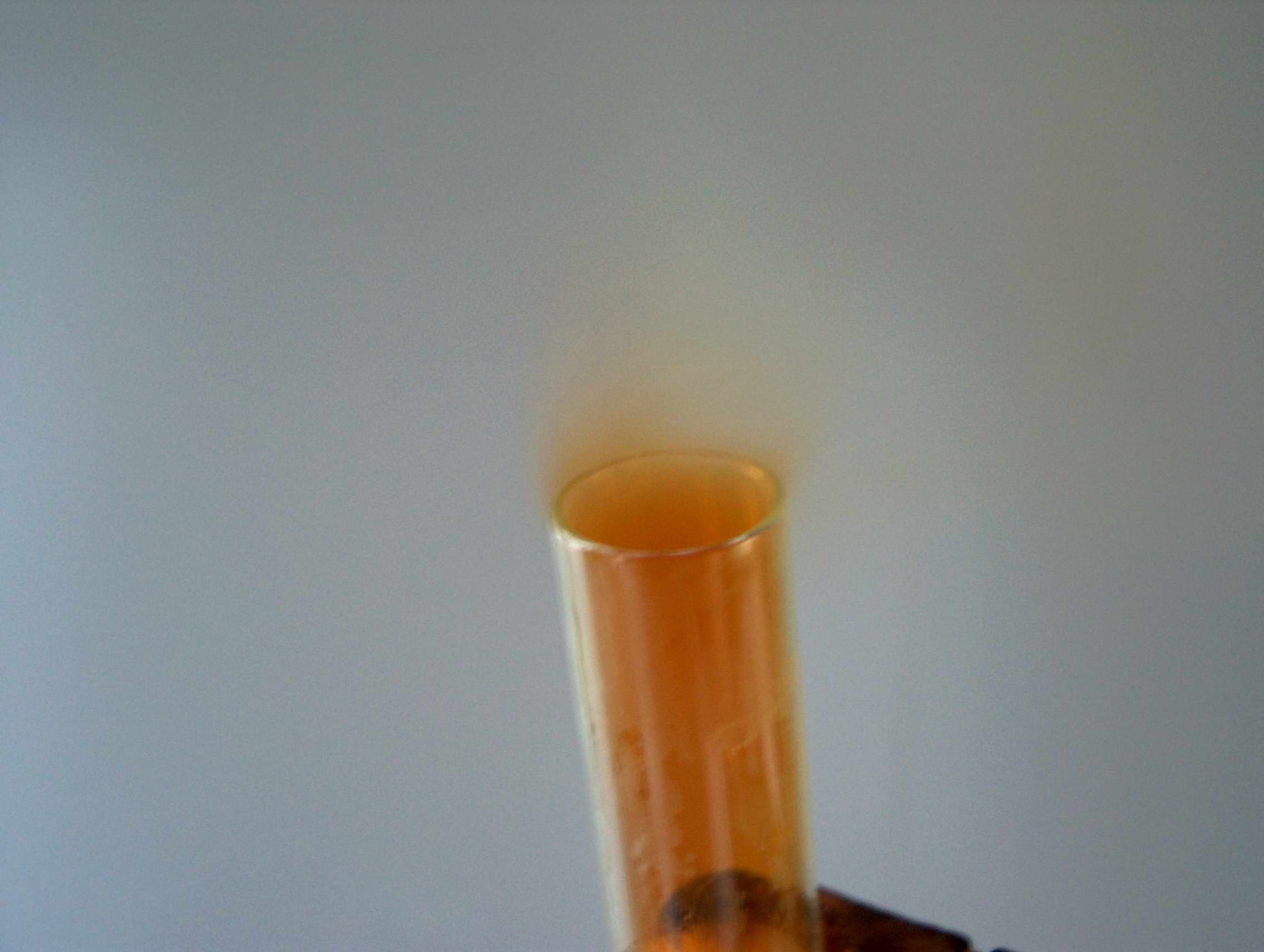
試験管から発生する二酸化窒素

二酸化窒素（にさんかちっそ、英: nitrogen dioxide）は、NO2 という化学式で表される窒素酸化物で、常温・常圧では赤褐色の気体または液体である。窒素の酸化数は+4。窒素と酸素の混合気体に電気火花を飛ばすと生成する。環境汚染の大きな要因となっている化合物である。赤煙硝酸の赤色は二酸化窒素の色に由来している。大気中の濃度は、約0.027 ppm。二酸化窒素は常磁性の、C2v対称性を持つ曲がった分子である。二酸化窒素のルイス構造は安定している。

## 性質
二酸化窒素は21.2 °C (294.3 K) 以上で刺激性な不快臭を有する赤褐色の気体であり、21.2 °C (294.3 K) 以下では黄褐色の液体となり、−11.2 °C (261.9 K) 以下で無色の四酸化二窒素（N2O4）へと変化する。
窒素原子と酸素原子との間の結合長は119.7 pmである。この結合長は1と2の間の結合次数に一致する。
窒素が1つの不対電子を持つため、オゾン（O3）とは異なり二酸化窒素窒素の基底電子状態は二重項状態である。不対電子は亜硝酸イオンと比べてα効果を低下させ、酸素の孤立電子対との弱い結合性相互作用を作る。NO2中の孤立電子はこの化合物がラジカルであることも意味する。そのため、二酸化窒素の化学式は •NO2と書かれることが多い。
赤褐色は青色光（400 -500 nm）の優先吸収の結果であるが、吸収は（短波長側では）可視光領域中に、（長波長側では）赤外へと拡がっている。およそ400 nmより短い波長の光の吸収は光分解をもたらす（NO + O〔原子状酸素〕が形成される）。大気中では、形成されたO原子のO2への付加によりオゾンが生成する。
二酸化窒素は不対電子を持つラジカルであり、常磁性分子である。電子遷移のエネルギーが低いため、可視領域に吸収を持ち着色して見える。二酸化窒素は直線状分子ではなく、結合長や結合角は対応するアニオンおよびカチオンの中間の値を取る。
| 化学式 | O-N-O 結合角 (°) | N-O 間距離 (Å) |
| ------ | ---------------- | -------------- |
| NO2+   | 180              | 1.154          |
| NO2    | 134              | 1.197          |
| NO2−   | 115              | 1.236          |

## 生成
種々の物質の燃焼過程、硝酸等の物質の製造過程などでの副生成物として意図せず発生する。この燃焼では窒素酸化物の大部分が一酸化窒素として発生するが、大気中での光反応などにより酸化され生成する。その他、生物活動に由来する自然発生があり、地球規模で考えるとこれが発生源の大部分となっている。都市地域の固定発生源や移動発生源などによる高密度の発生が知られており、これが大気汚染の原因のひとつとなっている。
大気汚染の原因物質である一酸化窒素の空気酸化により、二酸化窒素が生成する。
空気中でアンモニアを白金触媒と共に850 ℃に加熱すると、空気酸化により二酸化窒素が生成する。
{\displaystyle {\ce {4NH3 + 7O2 -> 4NO2 + 6H2O}}}
濃硝酸に銅や銀などの金属を反応させることによっても生成する。
{\displaystyle {\ce {2HNO3 + Ag -> AgNO3 + NO2 + H2O}}}
銅に濃硝酸を反応させることによって生成する。
{\displaystyle {\ce {Cu + 4HNO3 -> Cu(NO3)2 + 2H2O + 2NO2}}}

## 反応
二酸化窒素は二量体である四酸化二窒素と平衡状態にある。
{\displaystyle {\ce {2NO2 <=> N2O4}}}, {\displaystyle \Delta H=-45.53~\mathrm {kJ/mol} }
ルシャトリエの原理より、この平衡は高温になるにつれ二酸化窒素側に偏っていく。液体窒素などで急速に冷却すると固体の二酸化窒素が生成するが、この固体中にも四酸化二窒素は含まれている。
二酸化窒素は二酸化硫黄と反応し、一酸化窒素と三酸化硫黄を生成する。
{\displaystyle {\ce {NO2 + SO2 -> NO + SO3}}}
また水（冷水）と反応すると、硝酸や亜硝酸が生成する。この反応が酸性雨の原因となっている。
{\displaystyle {\ce {2NO2 + H2O -> HNO3 + HNO2}}}

## 汚染状況
汚染状況について、1970年代頃までは経年的に著しい増加傾向にあったが、その後、種々の排出ガス規制の効果による減少と自動車保有台数の増加による増加が拮抗して、年平均値は長期的にほぼ横ばいの状況が続いている。環境基準の達成状況は、特に幹線道路の沿線で改善が進んでいない状況にある。日本では大気汚染防止法により特定物質に指定されている。

## 健康への影響
人の健康影響については、主に呼吸器系統への影響が知られている。二酸化窒素は環境基準が定められており、「1日平均値が 0.04–0.06 ppm の範囲内またはそれ以下であること、またゾーン内にある地域については原則として現状程度の水準を維持しまたはこれを大きく上回らないこと」としている。